# Voir la mer
Pour plus de détails, voir Fiche technique et Distribution.

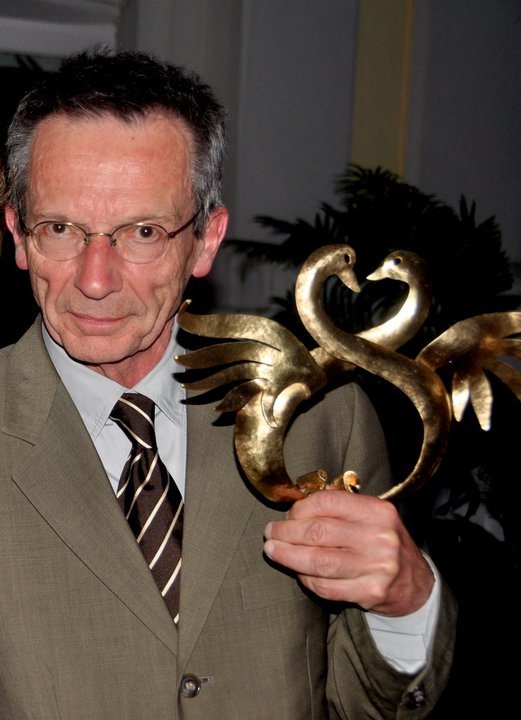
Le réalisateur Patrice Leconte recevant le Swann d'or du meilleur réalisateur au festival du film de Cabourg 2011

Voir la mer est un film français réalisé par Patrice Leconte, sorti en 2011.
Ce film a nécessité un très petit budget et n'avait pas de grande ambition commerciale. Patrice Leconte a accepté de le réaliser pour un euro symbolique.
Leconte indique que c'est son film qui a le moins bien fonctionné, alors qu'il le trouvait léger et agréable.

## Fiche technique
- Titre original : Voir la mer
- Réalisation : Patrice Leconte
- Scénario : Patrice Leconte
- Musique : Étienne Perruchon
- Photographie : Jean-Marie Dreujou
- Son : Paul Lainé
- Montage : Joëlle Hache
- Décors : Ivan Maussion
- Costumes : Annie Perier Bertaux
- Pays d'origine :  France
- Langue de tournage : français
- Producteur : Charles Gassot
- Sociétés de production : Produire à Paris, avec la participation de France 2 Cinéma, Canal+, CinéCinéma
- Société de distribution : Océan Films
- Format : couleur — 35 mm — 2.35:1 — son DTS
- Langue : français
- Genre : comédie
- Durée : 91 minutes
- Date de sortie :
  - France : 4 mai 2011

## Distribution
- Nicolas Giraud : Nicolas
- Clément Sibony : Clément
- Pauline Lefèvre : Prudence
- Gilles Cohen : Max
- Jacques Mathou : Jacky Novion
- Urbain Cancelier : Rondouillard
- Laurent Gendron : Arthur Chaix

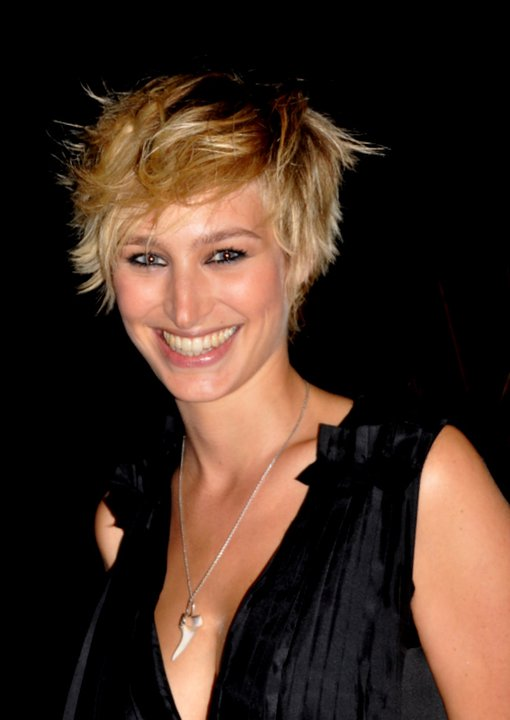
Pauline Lefèvre lors de la présentation du film au festival du film de Cabourg 2011.

- Clémence Thioly : l'ex de Clément / la jeune femme
- Isabelle Petit-Jacques : la patronne de la bijouterie
- Jean-Claude Aubrun : le patron du garage

## Production

### Lieux de tournage
- Le tournage s'est déroulé dans le département des Pyrénées-Atlantiques
- Une partie du tournage a eu lieu à Dijon, notamment place des Cordeliers et Rue de la Liberté.

## Accueil

### Box office
- France : 33 079 entrées[2]

## Distinctions
- Swann d'or du meilleur réalisateur pour Patrice Leconte au Festival du film de Cabourg, 2011[3]
- Swann d'or de la révélation féminine pour Pauline Lefèvre au festival du film de Cabourg, 2011